# Strategic Plans Division
Die Strategic Plans Division (Abkürzung: SPD) beaufsichtigt und kontrolliert die zivilen und militärischen Nuklearanlagen Pakistans.

## Funktion und Aufbau
Die SPD wurde am 2. Februar 2000,  gegründet. Sie übernimmt das Alltagsgeschäft der Sicherheit und Kontrolle der zivilen und militärischen Nuklearanlagen Pakistans. Sie übt die administrative Autorität über Forschung, Entwicklung und Produktion von Pakistans Nuklearwaffenarsenal aus und kommandiert eigene Sicherheitskräfte, die für den Schutz der Nuklearanlagen zuständig sind. Sie untersteht dem obersten Gremium der pakistanischen Nuklearstreitkräfte, der National Command Authority, die vom Premierminister geleitet wird. Sie legt die Termine und die Tagesordnung der Treffen des NCA fest, formuliert und entwickelt langfristige Strategien für die drei Waffengattungen, überwacht die Sicherheit der Nuklearanlagen, kontrolliert das Budget der Nuklearstreitkräfte, formuliert die Politik Pakistans bei der Genfer Abrüstungskonferenz, koordiniert die Nuklearstreitkräfte und die anderen Waffengattungen sowie Inspektionen nach der Chemiewaffenkonvention. Ihre Angehörigen nehmen an Abrüstungsgesprächen mit Indien teil und informieren Parlamentsausschüsse über die Atompolitik.
Die Sicherheitsabteilung der SPD übernimmt den Schutz der Nuklearanlagen. Sie besteht aus 18.000 speziell ausgebildeten Soldaten und untersteht direkt dem Generaldirektor. Dieser wird vom Premierminister in seiner Funktion als Chef der NCA auf Vorschlag des Vorsitzenden der Vereinigten Stabschefs ernannt. Zu ihren Aufgaben der Sicherheitsabteilung gehört auch die Überprüfung von im Nuklearbereich beschäftigten Personen durch das Personal Reliability Program (PRP), das im Jahr 2003 nach Konsultationen der USA eingeführt wurde. Dabei überwachte sie  Jahr 2015 ungefähr 150.000 Personen.  Sie unterhält einen eigenen Geheimdienst, der nicht vom ISI kontrolliert wird.
Das Hauptquartier der SPD befindet sich in Rawalpindi in der Nähe des Hauptquartiers der Vereinigten Stabschefs. Ihre Generaldirektoren waren:
| Nr. | Amtsinhaber                          | Beginn der Amtszeit | Ende der Amtszeit |
| --- | ------------------------------------ | ------------------- | ----------------- |
| 1   | Generalleutnant Khalid Kidwai        | Mai 1999            | Dezember 2013     |
| 2   | Generalleutnant Zubair Mahmood Hayat | Dezember 2013       | April 2015        |
| 3   | Generalleutnant Mazhar Jamil         | April 2015          | September 2017    |
| 4   | Generalleutnant Sarfraz Sattar       | September 2017      | November 2019     |
| 5   | Generalleutnant Nadeem Zaki Manj     | November 2019       | amtierend         |